# العلاقات الإيرانية الكمبودية
العلاقات الإيرانية الكمبودية هي العلاقات الثنائية التي تجمع بين إيران وكمبوديا.

## مقارنة بين البلدين
هذه مقارنة عامة ومرجعية للدولتين:
| وجه المقارنة                                              | إيران                    | كمبوديا                   |
| --------------------------------------------------------- | ------------------------ | ------------------------- |
| المساحة (كم2)                                             | 1.65 مليون               | 181.03 ألف                |
| عدد السكان (نسمة)                                         | 79.97 مليون              | 16.01 مليون               |
| الكثافة السكانية (ن./كم²)                                 | 48.47                    | 88.44                     |
| العاصمة                                                   | طهران                    | بنوم بنه                  |
| اللغة الرسمية                                             | لغة فارسية               | اللغة الخميرية            |
| العملة                                                    | ريال إيراني              | ريال كمبودي، دولار أمريكي |
| الناتج المحلي الإجمالي (بليون دولار)                      | 439.51 مليار             | 22.16 مليار               |
| الناتج المحلي الإجمالي (تعادل القوة الشرائية) بليون دولار | 1.36 تريليون             | 54.37 مليار               |
| الناتج المحلي الإجمالي الاسمي للفرد دولار أمريكي          |                          | 1.16 ألف                  |
| الناتج المحلي الإجمالي للفرد دولار أمريكي                 |                          | 3.26 ألف                  |
| مؤشر التنمية البشرية                                      | 0.766                    | 0.555                     |
| رمز المكالمات الدولي                                      | +98                      | +855                      |
| رمز الإنترنت                                              | .ir،                     | .kh                       |
| المنطقة الزمنية                                           | ت ع م+03:30، توقيت إيران | ت ع م+07:00               |

## منظمات دولية مشتركة
يشترك البلدان في عضوية مجموعة من المنظمات الدولية، منها:
| علم المنظمة | اسم المنظمة                                                | تاريخ انضمام إيران | تاريخ انضمام كمبوديا |
| ----------- | ---------------------------------------------------------- | ------------------ | -------------------- |
|             | مؤسسة التنمية الدولية                                      | 10 أكتوبر 1960     | 22 يوليو 1970        |
|             | يونسكو                                                     | 6 سبتمبر 1948      | 3 يوليو 1951         |
|             | وكالة ضمان الاستثمار متعدد الأطراف                         | 15 ديسمبر 2003     | 1 ديسمبر 1999        |
|             | الأمم المتحدة                                              | 24 أكتوبر 1945     | 14 ديسمبر 1955       |
|             | العملية المشتركة للاتحاد الأفريقي والأمم المتحدة في دارفور | ?                  | ?                    |
|             | الفريق المعني برصد الأرض                                   | ?                  | ?                    |
|             | الاتحاد البريدي العالمي                                    | ?                  | ?                    |
|             | البنك الدولي للإنشاء والتعمير                              | 29 ديسمبر 1945     | 22 يوليو 1970        |
|             | منظمة حظر الأسلحة الكيميائية                               | ?                  | ?                    |
|             | مؤسسة التمويل الدولية                                      | 28 ديسمبر 1956     | 26 مارس 1997         |
|             | منظمة الشرطة الجنائية الدولية                              | ?                  | ?                    |

## أعلام
هذه قائمة لبعض الشخصيات التي تربطها علاقات بالبلدين:
- صالح أديبي (1964 – )

## وصلات خارجية
- موقع وزارة الخارجية الإيرانية
- موقع وزارة الخارجية الكمبودية